# 紀諸人
紀 諸人（き の もろひと）は、飛鳥時代末期から奈良時代にかけての貴族。御史大夫・紀大人の孫。従五位下・紀国益の子?。官位は従五位上・内蔵頭、贈正一位・太政大臣。光仁天皇の外祖父。

## 経歴
慶雲4年（707年）従六位上から従五位下に叙せられる。内蔵頭在任中の和銅2年（709年）3月陸奥国・越後国両国の蝦夷を征討するために征越後蝦夷副将軍に任ぜられる。同年8月征討を完了して征蝦夷将軍・佐伯石湯と共に帰朝、元明天皇に招かれて特別に恩寵を与えられた。同年10月志貴皇子の妃となっていた娘の橡姫（とちひめ）が白壁王を生んでいる。
没後の宝亀元年（770年）白壁王が即位（光仁天皇）したことから、宝亀10年（779年）天皇の外祖父として従一位を、延暦4年（785年）には桓武天皇の外曽祖父として正一位・太政大臣を追贈されている。

## 官歴
- 慶雲4年（707年） 2月25日：従五位下
- 和銅2年（709年） 3月5日：征蝦夷副将軍（当時、従五位下・内蔵頭）
- 宝亀10年（779年） 10月13日：従一位を追贈（光仁天皇の外祖父）
- 延暦4年（785年） 5月3日：正一位・太政大臣を追贈（桓武天皇の外曽祖父）

## 系譜
- 父：紀国益?[1]
- 母：不詳
- 妻：道氏
  - 女子：紀橡姫 - 贈皇太后、志貴皇子の妃、光仁天皇の母
- 生母不明の子女
  - 男子：紀諸成[2]
  - 男子：紀麻呂[2]